# کریستینا تسی
کریستینا تسی (انگلیسی: Christina Tosi؛ زادهٔ ۱۹۸۱) رستوران‌دار، سرآشپز، مؤلف و مجری تلویزیون اهل ایالات متحده آمریکا است. وی بنیان‌گذار رستوران‌های موموفوکو و شیرینی‌پزی میلک بار است و چندین کتاب در زمینهٔ آشپزی و شیرینی‌پزی نوشته‌است. وی ابداع‌کنندهٔ نوشیدنی سیریال میلک و دسرِ میلک بار پای است. او در خانواده‌ای بزرگ شد که بچه‌ها در آن اجازه نداشتند بگویند «نمی تونم» یا «حوصله‌ام سر رفت».
برنامهٔ شفز تیبل یکی از اپیزودهای خود را به او اختصاص داد. در سال ۲۰۱۴ مجله غذا و شراب وی را در فهرست «نوآورترین زنان در غذا و نوشیدنی» قرار داد. روزنامۀ نیویورک تایمز ایدۀ سیریال میلک او را ستود. تسی جایزه بنیاد جیمز بیرد «برترین سرآشپز نوظهور سال» برای کارش در میلک بار در سال ۲۰۱۲ دریافت کرد.. او در سال ۲۰۱۵ جایزه «بهترین سرآشپز شیرینی‌پزی» جیمز بیرد را دریافت کرد.